# Scopula pyrgargata
Scopula pyrgargata är en fjärilsart som beskrevs av Hans Daniel Johan Wallengren 1872. Scopula pyrgargata ingår i släktet Scopula och familjen mätare. Inga underarter finns listade.